# Artur Fonseca
Artur Fonseca (Lisboa, 20 de Setembro de 1912 - 16 de Fevereiro de 1995), foi um maestro e compositor português.. Mudou-se para Lourenço Marques na década de 1930, acompanhando o pai, que já lá estava, logo sendo escolhido para dirigir a orquestra da Rádio Clube de Moçambique, posto que ocupou até 1975, quando sai do país e muda-se para a África do Sul e depois muda-se ´para a Ilha Terceira dos açores, onde é convidado a constituir o Conservatório Musical de Angra do Heroísmo.Voltou a Portugal aos 82 anos, indo morar em Cascais.
Dos vários netos que teve, um deles, Nuno Radley é que continuou o legado no mundo da música como guitarrista e compositor.
Artur Fonseca foi o autor da música de um número significativo de sucessos musicais portugueses, entre os quais:
- Uma Casa Portuguesa, divulgada mundialmente por Amália Rodrigues[4][5]
- Kanimambo, interpretado por João Maria Tudela[6][7]